# Wandlitz
Wandlitz är en kommun i Landkreis Barnim i förbundslandet Brandenburg i Tyskland, belägen ca 20 km nordost om Berlin.
Wandlitz har blivit känt i Tyskland genom närheten till Waldsiedlung, ett bostadsområde för dåvarande partitoppar i Östtyskland, som ofta benämndes Wandlitz. Själva bostadsområdet Waldsiedlung ligger dock idag utanför kommungränsen, i staden Bernau bei Berlin.

## Geografi
Wandlitz ligger på den nordvästra delen av Barnimplatån, i landskapet Niederbarnim, vid sjöarna Wandlitzer See och Rahmer See.
Huvuddelen av kommunens område ligger i anslutning till centralorten Wandlitz, medan en mindre del, kommundelen Zerpenschleuse, utgör en exklav belägen norr om huvuddelen. De två delarna skiljs från varandra av den mellanliggande grannkommunen Marienwerder och staden Liebenwalde.

### Administrativ indelning

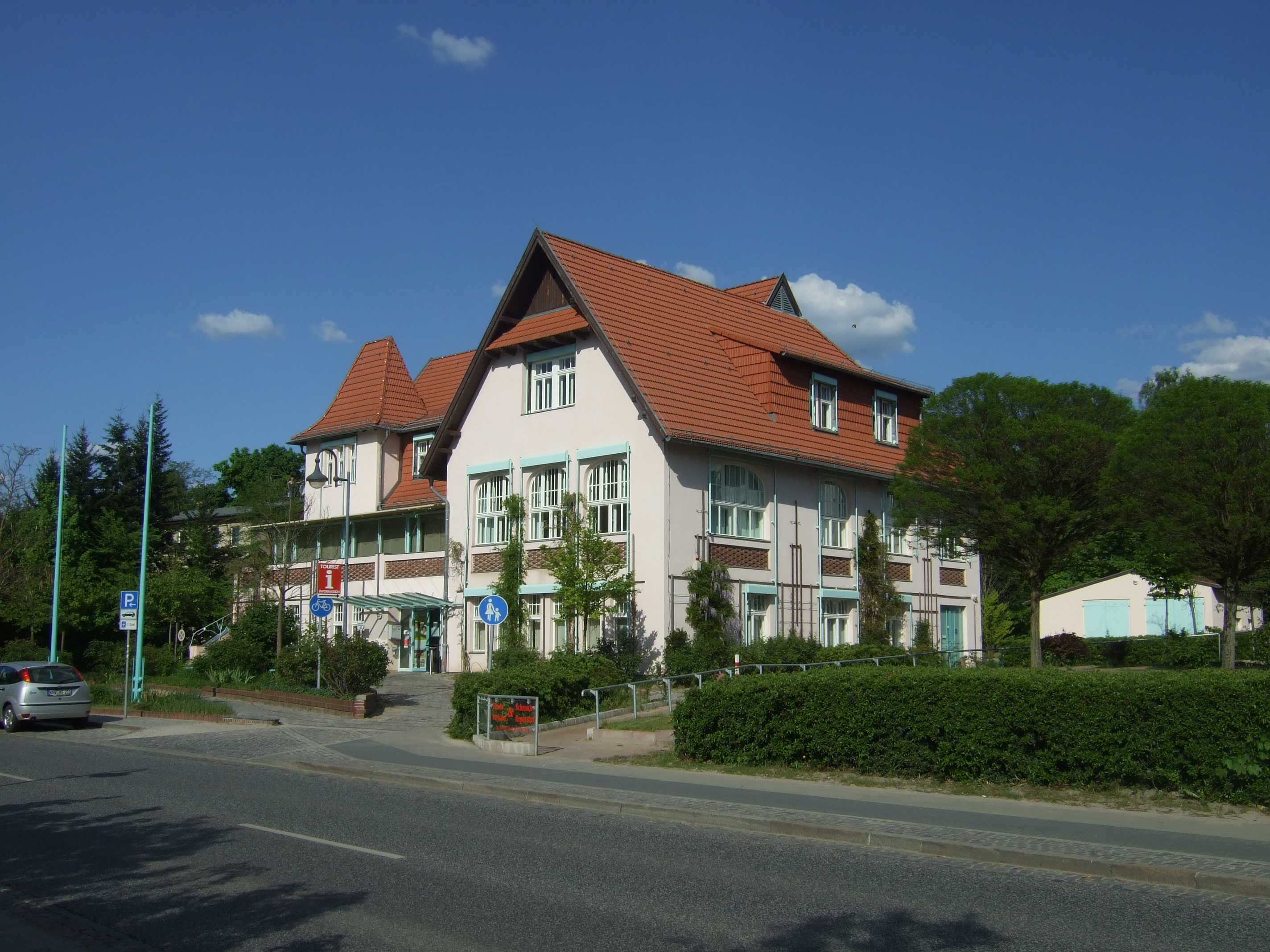
Rådhuset i Wandlitz.

Följande orter alla tidigare kommuner som uppgick i den nya kommunen Wandlitz år 2003. I den nya kommunen utgör de administrativa kommundelar (Ortsteile): 
- Basdorf
- Klosterfelde
- Lanke
- Prenden
- Schönerlinde
- Schönwalde
- Stolzenhagen
- Wandlitz (centralort)
- Zerpenschleuse

## Befolkning
| År   | Invånare |
| ---- | -------- |
| 1875 | 6 868    |
| 1890 | 7 474    |
| 1910 | 8 793    |
| 1925 | 9 309    |
| 1933 | 11 069   |
| 1939 | 13 163   |
| 1946 | 15 674   |
| 1950 | 16 180   |
| 1964 | 15 851   |
| 1971 | 16 415   |

| År   | Invånare |
| ---- | -------- |
| 1981 | 14 762   |
| 1985 | 14 560   |
| 1989 | 14 607   |
| 1990 | 14 194   |
| 1991 | 14 125   |
| 1992 | 14 278   |
| 1993 | 14 935   |
| 1994 | 15 179   |
| 1995 | 15 744   |
| 1996 | 16 086   |

| År   | Invånare |
| ---- | -------- |
| 1997 | 16 625   |
| 1998 | 17 236   |
| 1999 | 17 905   |
| 2000 | 18 494   |
| 2001 | 18 859   |
| 2002 | 19 159   |
| 2003 | 19 525   |
| 2004 | 19 987   |
| 2005 | 20 463   |
| 2006 | 20 760   |

| År   | Invånare |
| ---- | -------- |
| 2007 | 21 065   |
| 2008 | 21 237   |
| 2009 | 21 530   |
| 2010 | 21 704   |
| 2011 | 20 775   |
| 2012 | 20 945   |
| 2013 | 21 212   |
| 2014 | 21 656   |
| 2015 | 22 095   |
| 2016 | 22 363   |

| År   | Invånare |
| ---- | -------- |
| 2017 | 22 585   |
| 2018 | 22 937   |
| 2019 | 23 127   |
| 2020 | 23 485   |

Detaljerade källor anges i Wikimedia Commons..

## Vänorter
- Tyskland: Gladbeck, Nordrhein-Westfalen
- Frankrike: La Ferrière, Vendée
- Polen: Trzebiatów, Västpommerns vojvodskap